# Zbigniew Waldemar Okoń

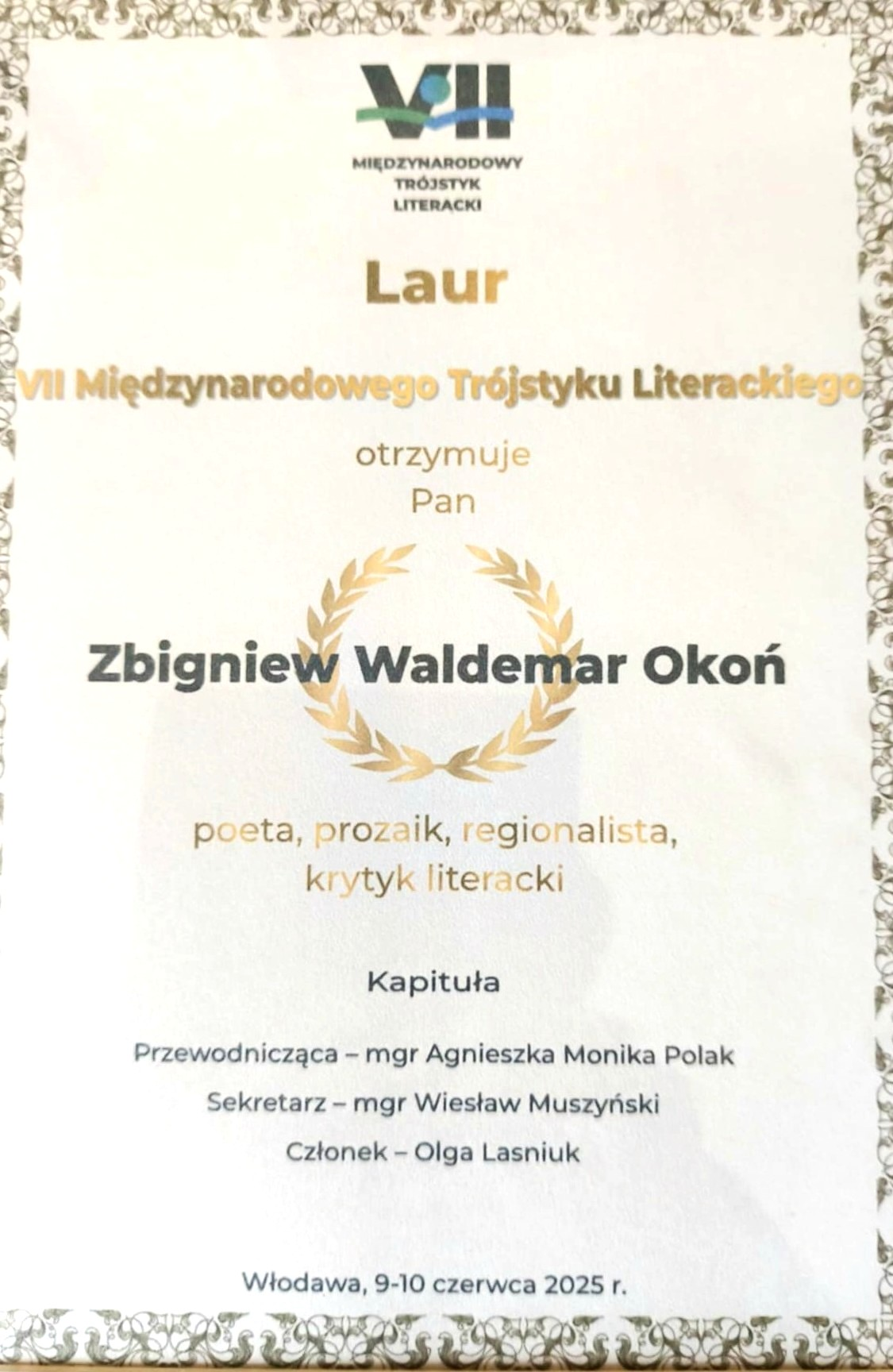
Laur Międzynarodowego Festiwalu Literackiego IX 2025

Zbigniew Waldemar Okoń (ur. 21 lipca 1945 w Chełmie) – poeta, krytyk literacki, prozaik, eseista, animator i menedżer kultury i oświaty, nauczyciel, regionalista.

## Życiorys
Urodził się w Chełmie. W latach 1948–1958 mieszkał z rodzicami w Drawsku Pomorskim, tam uczęszczał do szkoły podstawowej. W roku 1958 powrócił do Chełma. Absolwent Liceum Ogólnokształcącego im. Stefana Czarnieckiego w Chełmie (1963). Ukończył filologię polską na UMCS w Lublinie (1968) oraz 3-letnie studia podyplomowe na Uniwersytecie Warszawskim (1971). Nauczyciel i dyrektor Zasadniczej Szkoły Zawodowej w Chełmie (1969–1974), wizytator Kuratorium Oświaty i Wychowania (1975), dyrektor Wojewódzkiego Domu Kultury w Chełmie (1975–1987), wicedyrektor ds. naukowych i konserwatorskich Muzeum Wsi Lubelskiej w Lublinie (1987–1991), nauczyciel-polonista szkół chełmskich: Liceum im. S. Czarnieckiego (1982–1989, 1995–2003), Szkoły Podstawowej nr 3 im. Adama Mickiewicza w Chełmie (1991–1995). Redaktor naczelny studenckiego ogólnopolskiego pisma „Językoznawca” (1965–1968), współzałożyciel i wiceprzewodniczący Studenckiej Grupy Literackiej „Kontrapunkty” w Lublinie (1965–1968). Współredaktor „Ziemi Chełmskiej” oraz wydawnictw poświęconych chełmskiemu szkolnictwu (1968–2005). Przewodniczący (1983–1990) Grupy Literackiej „Pryzmaty” w Chełmie, członek Stowarzyszenia Miłośników Ziemi Chełmskiej, Chełmskiego Towarzystwa Naukowego, od r. 1984 członek Lubelskiego Oddziału Związku Literatów Polskich (wiceprezes Oddziału 2006–2010). Od 1985 r. członek Komitetów Organizacyjnych Zjazdów Absolwentów LO im S. Czarnieckiego w Chełmie. Współzałożyciel Chełmskiego Towarzystwa Regionalnego (1999) i Stowarzyszenia „Rocznik Chełmski”. Od 2003 roku na emeryturze. Obecnie mieszka z żoną w Rejowcu Fabrycznym.

## Twórczość
Autor ośmiu tomów poetyckich, jednej powieści (Kawaleria dziadka Tudreja), 13 monografii i antologii twórców i regionalistów chełmskich, współredaktor i współautor tomów Encyklopedii Chełma („Ludzie”, „Miejsca”).
Debiutował w „Ziemi Chełmskiej” (1962) wierszem pt. Wieczór. Za swój prawdziwy debiut uznaje druk wierszy w „Kamenie” w roku 1965. Jego pierwsza zwarta publikacja Żołnierze kredowych wzgórz (1971) zawiera liryczne opowieści o żyjących w ludowej legendzie żołnierzach Chełmszczyzny. Wczesne utwory poetyckie Zbigniewa Waldemara Okonia nawiązują do wydarzeń z II wojny światowej, później pojawiają się w jego poezji wątki związane z przyrodą i regionem chełmskim, ze współczesną sytuacją społeczno-polityczną, a również wątki liryczne, czasem w formie dialogów z żoną i z dziećmi. W tomiku Przybliżanie ciemności (1988) w wierszu Ja (w końcowym fragmencie) poeta pisze o sobie: jestem Polakiem/takim jak Norwid/takim jak robotnik z cementowni/małym jak życie człowieka/i nieznanym jak historia mego narodu Inne zbiory wierszy Okonia to m.in.: Niecierpliwość drzewa (1979); Wszystko za blisko, wszystko za daleko (2000); Dom nasz będzie ogromny (2012).
Wiersze, proza, artykuły Zbigniewa Waldemara Okonia drukowane były/są na łamach wielu czasopism, m.in. w „Życiu Literackim” i „Roczniku Chełmskim”.
W roku 1998 Henryk Makarski pisał: „Zbigniew Waldemar Okoń, zafascynowany regionem poeta i prozaik (…) od setek banalnych poetów odróżnia się skromnością. Nie kokietuje czytelnika, nie epatuje nowinkami z literackiej giełdy. Stawia ważkie pytania, pochylony w pogodzie ciszy nad dostojnością chleba. Poeta mówi: Ja ciągle idę do Polski. Jest uwrażliwiony na współczesność we wszystkich jej przejawach, nie wstydzi się być cząstką czasu, zadaje niewygodne pytania: powiedzcie, kto jest wrogiem, kto przyjacielem (z wiersza Pytanie, 1980). Poeta jest świadom odpowiedzialności za słowo: poezja jest pamięcią czasu/ dlatego poeta/nie może kłamać. Twórca z uporem powraca do chełmskich kredowych wzgórz w smugach ciszy, jego wiersze pachną Czechowiczowskim snem, który – ma nadzieję – ocaleje, pielęgnowany przez syna i późne wnuki. Poeta uważa, że życie to jest ptak zamknięty we mnie i niczym alchemik utrwala nastroje poprzez roztapianie realiów w szklance impresjonistycznej metaforyki.”
Utwory Z.W. Okonia były tłumaczone na języki rosyjski i rumuński.
Autor hymnów szkolnych Zasadniczej Szkoły Zawodowej ZDZ w Chełmie, Szkoły Podstawowej nr 3 im. Adama Mickiewicza w Chełmie, Zespołu Szkół Zawodowych nr 5 im. ks. S. Staszica, Gimnazjum nr 2 im. ks. Zygfryda Berezeckiego, Hymnu do Matki Bożej Chełmskiej (2019). Jest autorem antologii literatury ludowej ziemi chełmskiej Zostaje ślad i Z natchnienia prostego. W roku 2022 ukazał się w opracowaniu Zbigniewa Waldemara Okonia i Zbigniewa Lubaszewskiego tom wierszy poetki ludowej Pauliny Hołysz. Zbigniew Waldemar Okoń jest autorem antologii poezji chełmskiej Strofy sercem pisane (Chełm 2000). Wspólnie ze swoim stryjem Longinem Janem Okoniem opublikował obszerną monografię Chełm literacki XX i XXI wieku prezentującą literackie sylwetki pisarzy i poetów z regionu chełmskiego. Kulturę i literaturę Chełmszczyzny propaguje też na łamach internetowego „Przeglądu Dziennikarskiego”.

## Nagrody i odznaczenia
Nagroda literacka im. Józefa Czechowicza (1985); Nagroda artystyczna im. Kazimierza Andrzeja Jaworskiego (2001); Nagrody Wojewody Chełmskiego i Lubelskiego (kilkakrotnie); Nagroda Marszałka Województwa Lubelskiego za szczególne zasługi dla rozwoju Województwa Lubelskiego (2007, 2010, 2017); Srebrny Krzyż Zasługi (1977); Złoty Krzyż Zasługi (1985); Opiekun Miejsc Pamięci Narodowej (1979); Zasłużony dla Miasta Chełma (1987); Srebrny Wawrzyn Literatury (2008), Złoty Wawrzyn Literatury (2012); Zasłużony dla Kultury Polskiej (2018); Odznaka Honorowa Związku Literatów Polskich (2021) i inne.